# Landkommissariat Zweibrücken

Das Landkommissariat Zweibrücken in der Pfalz 1818–1862

Das Landkommissariat Zweibrücken (amtlich: Land-Commissariat Zweibrücken) war einer von zwölf Verwaltungsbezirken im bayerischen Rheinkreis (1837 in „Kreis Pfalz“ umbenannt), der ab 1818 bestand und 1862 in Bezirksamt Zweibrücken umbenannt wurde. Das Verwaltungsgebiet lag hauptsächlich im heutigen rheinland-pfälzischen Landkreis Südwestpfalz, auf dem Gebiet der kreisfreien Stadt Zweibrücken sowie im saarländischen Saarpfalz-Kreis, der Verwaltungssitz war in Zweibrücken.

## Kantone und Gemeinden
Das Landkommissariat Zweibrücken gliederte sich in die Kantone Blieskastel, Neuhornbach  und Zweibrücken und umfasste 74 Gemeinden (alle Orte in der amtlichen Schreibweise von 1817):

### Kanton Blieskastel
| - Alsbach - Asweiler - Balweiler - Bebelsheim und Neuhof - Biesingen - Birnbach - Blieskastel - Blies-Mengen mit Blies-Bolchen - Blickweiler - Ensheim mit Sengscheid | - Erfweiler und Ehlingen - Escheringen - Gersheim - Habkirchen und Mandelbach - Hassel - Heckendalheim - Herbitzheim - Kirkel und Neuhäusl - Lautzkirchen - Nieder-Würzbach und Selbach | - Ober-Würzbach - Omersheim - Ormesheim - Reinheim - Rohrbach - Rubenheim - St. Ingbert - Werschweiler - Wittersheim - Wolfersheim |

### Kanton Neuhornbach
| - Alt-Altheim - Alt-Hornbach - Blies-Dahlheim - Bottenbach - Böckweiler - Breitfurth - Brenschelbach und Rißweiler - Dietrichingen | - Groß-Steinhausen - Klein-Steinhausen - Mauschbach - Medelsheim - Neu-Altheim - Neu-Hornbach - Nieder-Gailbach - Pepenkum | - Riedelberg - Rimschweiler - Seyweiler - Utweiler - Walshausen - Walsheim |

### Kanton Zweibrücken
| - Battweiler - Bubenhausen und Ernstweiler - Contwig - Dellfeld - Einöd und Ingweiler - Hengstbach - Ixheim - Knopp | - Maßweiler - Mittelbach - Niederauerbach - Niederhausen - Oberauerbach - Oberhausen - Reifenberg - Rieschweiler | - Schmittshausen - Stambach - Wattweiler - Webenheim und Mimbach - Winterbach - Zweibrücken |

## Geschichte

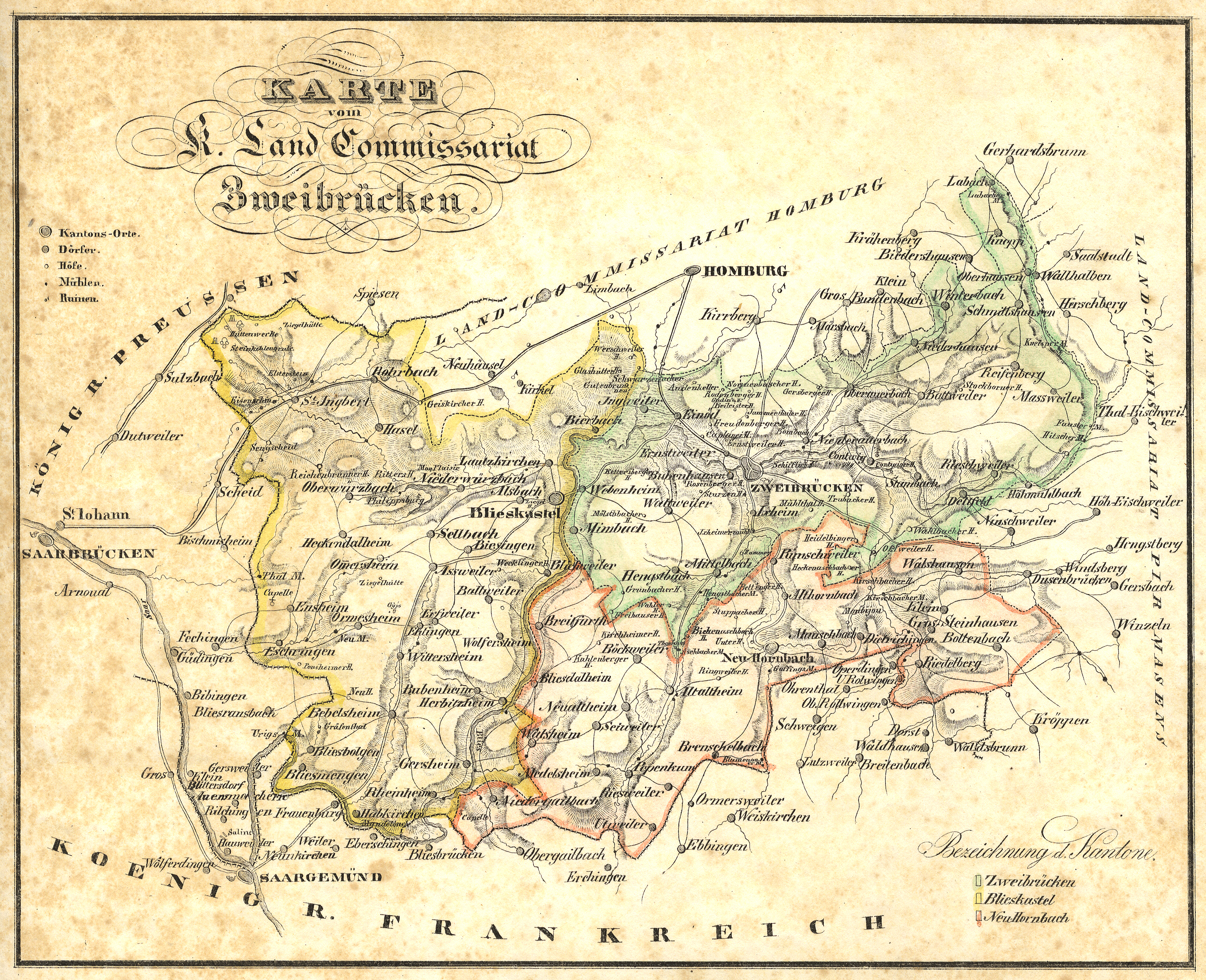
Landkommissariat Zweibrücken 1875

Der bayerische König Maximilian Joseph I. hatte am 30. April 1816 das Gebiet des später eingerichteten Rheinkreises aufgrund eines Tauschvertrages mit dem österreichischen Kaiser Franz I. förmlich in Besitz genommen.
Aus der sogenannten Franzosenzeit hatte Bayern in der Pfalz zunächst die seit 1798 entstandene Verwaltungsstruktur im Wesentlichen übernommen. Der neu entstandene Rheinkreis war in vier „Kreisdirektionen“, später auch „Bezirksdirektionen“ genannt, eingeteilt. Die nachgeordneten Verwaltungsebenen Kantone und Bürgermeistereien, abgesehen von geringfügigen Gebietsanpassungen, blieben bestehen.
Das Gebiet des Landkommissariats Zweibrücken gehörte bis 1814 zum Departement Donnersberg (Kanton Neuhornbach und Kanton Zweibrücken) bzw. zum Departement Saar (Kanton Blieskastel). Nach der Inbesitznahme durch Bayern und der Einrichtung der Kreisdirektionen gehörte das Gebiet zur Kreisdirektion Zweibrücken.
Mit Wirkung vom 1. April 1818 wurden die Distrikte der bisherigen vier „Bezirks-Directionen“ des Rheinkreises in zwölf „Land-Commissariate“ neu aufgeteilt. Der Aufgabenbereich und die Zuständigkeiten änderten sich nicht. Zum „Land-Commissär“ wurde Karl August von Hofenfels bestimmt, der bis dahin „Bezirks-Directions-Assessor“ zu Zweibrücken war. Dem Landkommissar standen ein Aktuar, zwei Schreiber und ein Bote zur Verfügung, für Gehälter und Bürokosten waren 3900 Gulden pro Jahr veranschlagt.
Zum 1. Juli 1862 erhielten die Landkommissariate in der Pfalz die Benennung „Bezirksämter“, aus denen 1938 die Landkreise entstanden.
Im Jahr 1920 wurde Zweibrücken als „Kreisunmittelbare Stadt“ (heute Kreisfreie Stadt) aus dem Landkommissariat Zweibrücken ausgegliedert.
Weitere Geschichte siehe: Landkreis Zweibrücken#Geschichte